# Siempre fui yo (banda sonora)
Disney siempre fui yo (banda sonora original), es la  banda sonora de la primera temporada de la Serie web homónima, la cual fue lanzada el 15 de junio de 2022 por Walt Disney Records.
El álbum contiene 9 canciones originales producidas por Mauricio Rengifo (integrante de Cali & el Dandee) y Andrés Torres.

## Lista de canciones
| N.º   | Título                     | Escritor(es)                                                                           | Duración |  |
| 1.    | «La explicación»           | • Mauricio Rengifo - Andrés Torres                                                     | 2:54     |  |
| 2.    | «Siempre fui yo»           | • Mauricio Rengifo - Andrés Torres                                                     | 3:01     |  |
| 3.    | «La canción más bonita»    | • Mauricio Rengifo - Andrés Torres - Pablo Arévalo - Natalia Bautista - Alfredo Mateus | 3:17     |  |
| 4.    | «Inolvidable»              | • Andrés Torres - Mauricio Rengifo                                                     | 3:13     |  |
| 5.    | «Como le digo»             | • Mauricio Rengifo - Andrés Torres                                                     | 3:00     |  |
| 6.    | «Viernes»                  | • Susana Isaza - Pablo Benito - Mauricio Rengifo - Andrés Torres                       | 2:35     |  |
| 7.    | «La música»                | • Mauricio Rengifo - Andrés Torres                                                     | 2:44     |  |
| 8.    | «Mi guitarra y tu ventana» | • Mauricio Rengifo - Andrés Torres                                                     | 2:36     |  |
| 9.    | «No me arrepiento»         | •Alejandro Rengifo - Mauricio Rengifo - Andrés Torres                                  | 2:50     |  |
| 26:14 |                            |                                                                                        |          |  |

## Historial de lanzamiento
| Región  | Fecha               | Sello               | Formato                     | Ref         |
| ------- | ------------------- | ------------------- | --------------------------- | ----------- |
| Mundial | 15 de junio de 2022 | Walt Disney Records | Descarga digital, streaming | [ 5 ] [ 6 ] |